# Stipa uspallatensis
Stipa uspallatensis är en gräsart som beskrevs av Carlos Luis Spegazzini. Stipa uspallatensis ingår i släktet fjädergrässläktet, och familjen gräs. Inga underarter finns listade i Catalogue of Life.